# Staplehurst (Nebraska)
Staplehurst je selo u američkoj saveznoj državi Nebraska. Prema popisu stanovništva iz 2010. u njemu je živjelo 242 stanovnika.